# Cautethia carsusi
Cautethia carsusi là một loài bướm đêm thuộc họ Sphingidae, được tìm thấy ở Cộng hòa Dominica. Nó được Haxaire và Schmit miêu tả năm 2001. Nó là loài lớn nhất trong chi Cautethia, với con đực có sải cánh 19,5 mm và con cái có sải cánh 20,5 mm.